# Líderes en asistencias de la NBA

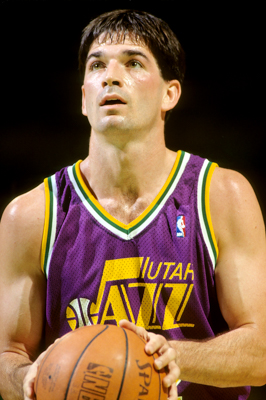
John Stockton ganó 9 títulos de asistencias.

En el baloncesto, una asistencia es un pase que da un jugador a un compañero de equipo, de manera que éste anote una canasta. La National Basketball Association (Asociación Nacional de Baloncesto) (NBA) le otorga el título de asistencias al jugador con el mayor número de asistencias de media por partido en una temporada determinada. El título de asistencias fue reconocida por primera vez en la temporada 1946-47, cuando las estadísticas sobre asistencias se recopilaron por primera vez por la Basketball Association of America (Asociación de Baloncesto de América) (BAA), predecesor de la NBA. Para poder optar al título de más asistencias, el jugador debe participar en al menos 70 encuentros (de los 82) o tener por lo menos 400 asistencias. Este ha sido el criterio de entrada desde la temporada 1974-75. El título de asistencias se determinó originalmente por el total de asistencias a través de la temporada 1968-69, después de la cual asistencias por partido se utilizó para determinar el líder en su lugar.
John Stockton tiene el récord de todos los tiempos de asistencias totales (1164) y asistencias por partido (14,54) en una temporada, logrado en las temporadas 1990-91 y 1989-90, respectivamente. Mark Jackson tiene el récord de rookies para el total de asistencias y asistencias por partido obtuvo 868 y un promedio de 10.6 asistencias en la temporada 1987-88. Entre los jugadores activos, Chris Paul obtuvo el total de asistencias más alto (925) en la temporada 2007-08 y Steve Nash obtuvo el promedio de asistencias más alto (11,63) en la temporada 2006-07.
Stockton es el jugador que ha ganado más títulos de asistencias en su carrera, con nueve. Bob Cousy ganó ocho títulos de asistencias, mientras que Oscar Robertson ganó seis títulos. Jason Kidd, Steve Nash y Chris Paul han ganado cinco títulos de asistencias, mientras que Kevin Porter y Magic Johnson han ganado cuatro títulos cada uno. Andy Phillip, Guy Rodgers, Rajon Rondo y Russell Westbrook son los únicos otros jugadores que han ganado el título más de una vez. Stockton también ha ganado los títulos de asistencias más consecutivas, con nueve. Tres jugadores han ganado tanto el título de asistencias y el campeonato de la NBA en la misma temporada: Cousy en 1957, 1959 y 1960 con los Boston Celtics; Jerry West en 1972 con Los Angeles Lakers; y Johnson en 1987 con los Lakers.

## Leyenda
|             |              | Jugador activo en la NBA                                     |                                                              |                                                              |                                                              |                                                              |
|             |              | Jugador miembro del Basketball Hall of Fame                  |                                                              |                                                              |                                                              |                                                              |
| Jugador (#) | Jugador (#)  | Indica el número de veces que el jugador ha ganado el título | Indica el número de veces que el jugador ha ganado el título | Indica el número de veces que el jugador ha ganado el título | Indica el número de veces que el jugador ha ganado el título | Indica el número de veces que el jugador ha ganado el título |
| Pos.        | Posición(es) | Posición(es)                                                 | B                                                            | Base                                                         | E                                                            | Escolta                                                      |
| A           | Alero        | Alero                                                        | AP                                                           | Ala Pívot                                                    | P                                                            | Pívot                                                        |

## Líderes en asistencias

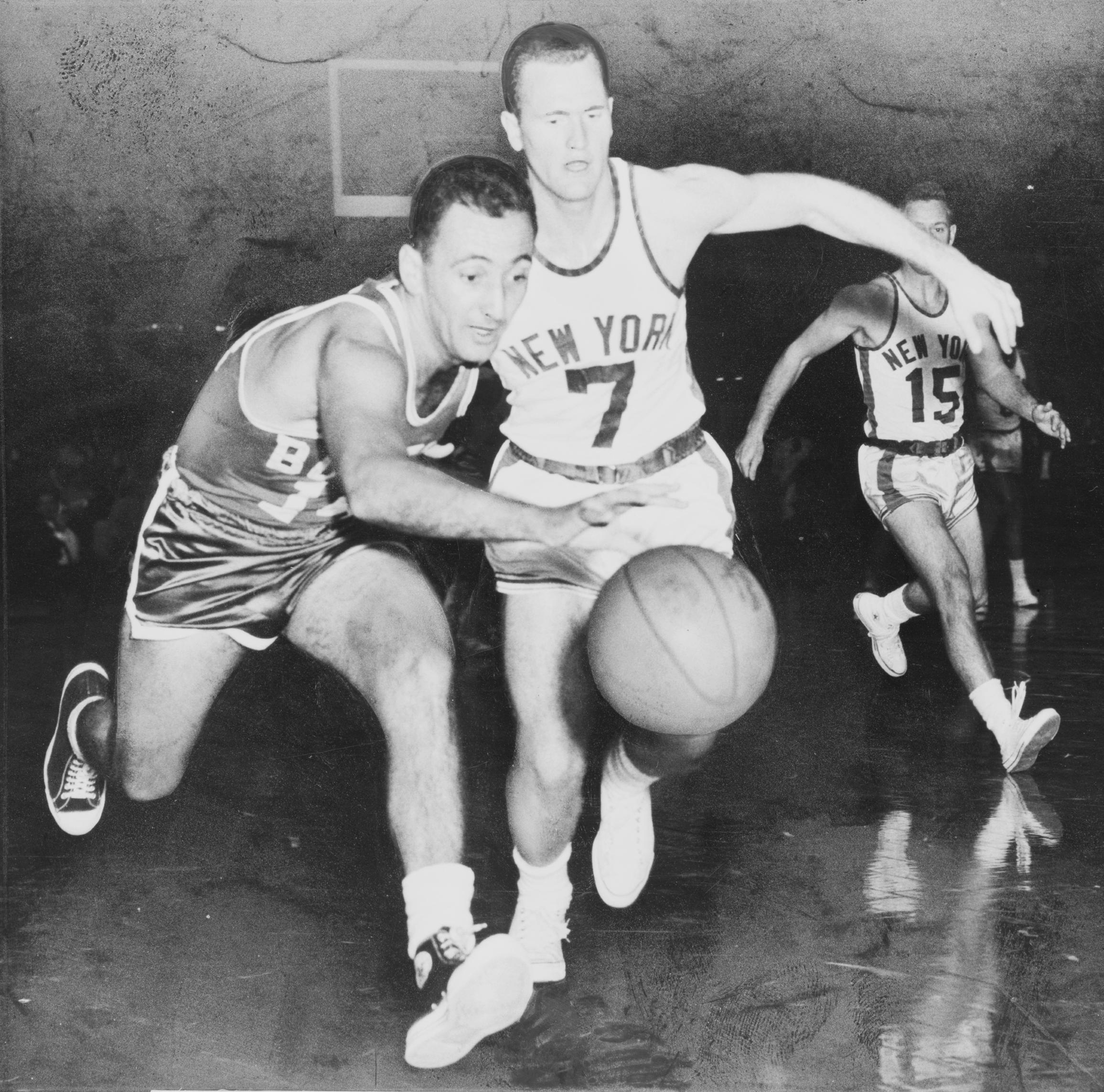
Bob Cousy (izquierda) ganó el título desde 1953 a 1960.

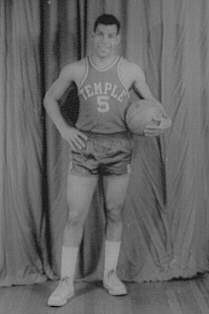
Guy Rodgers ganó el título en 1963 y 1967.

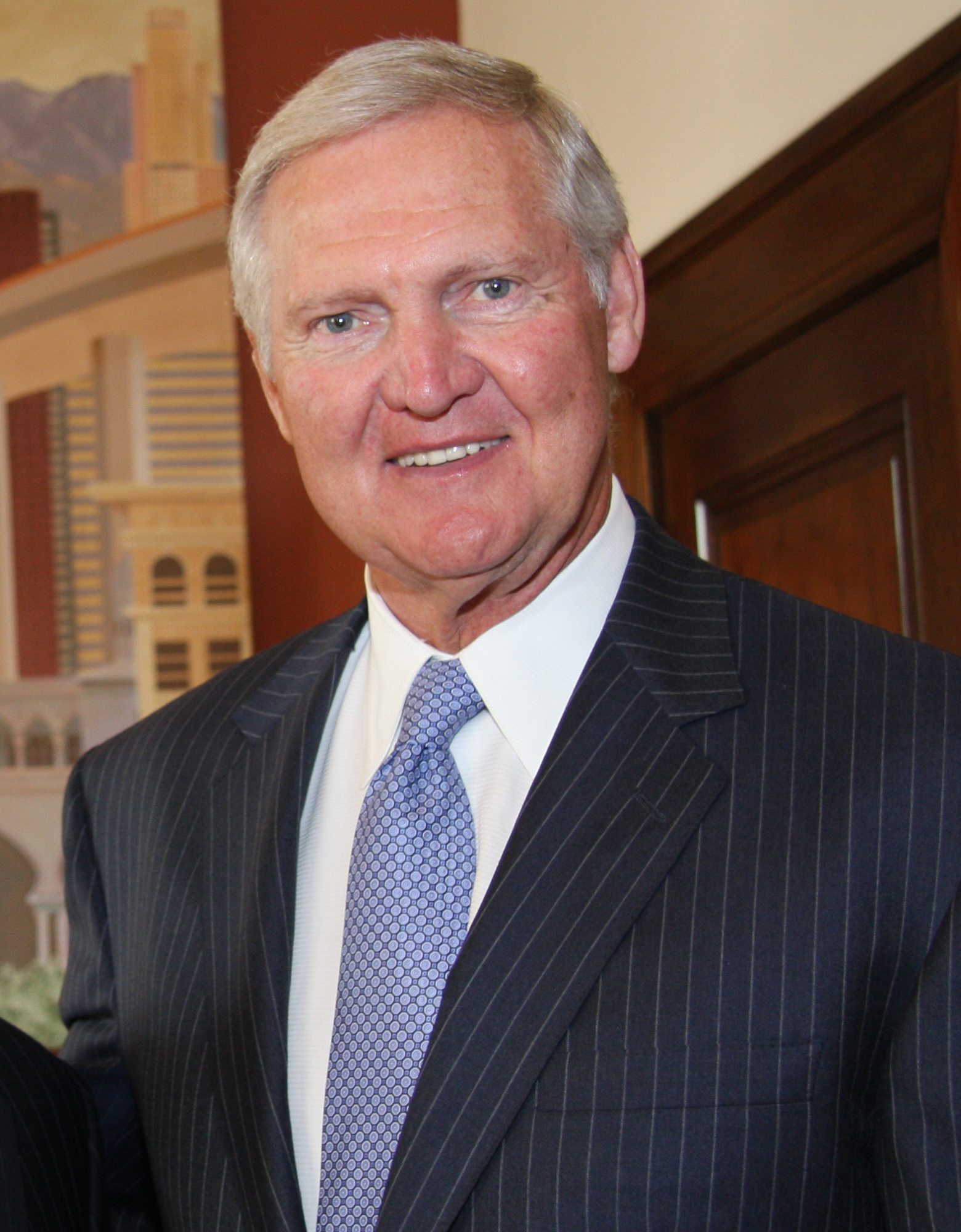
Jerry West ganó el título en 1972.

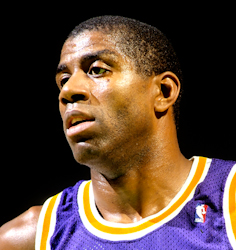
Magic Johnson ganó el título desde 1983 a 1984 y desde 1986 a 1987.

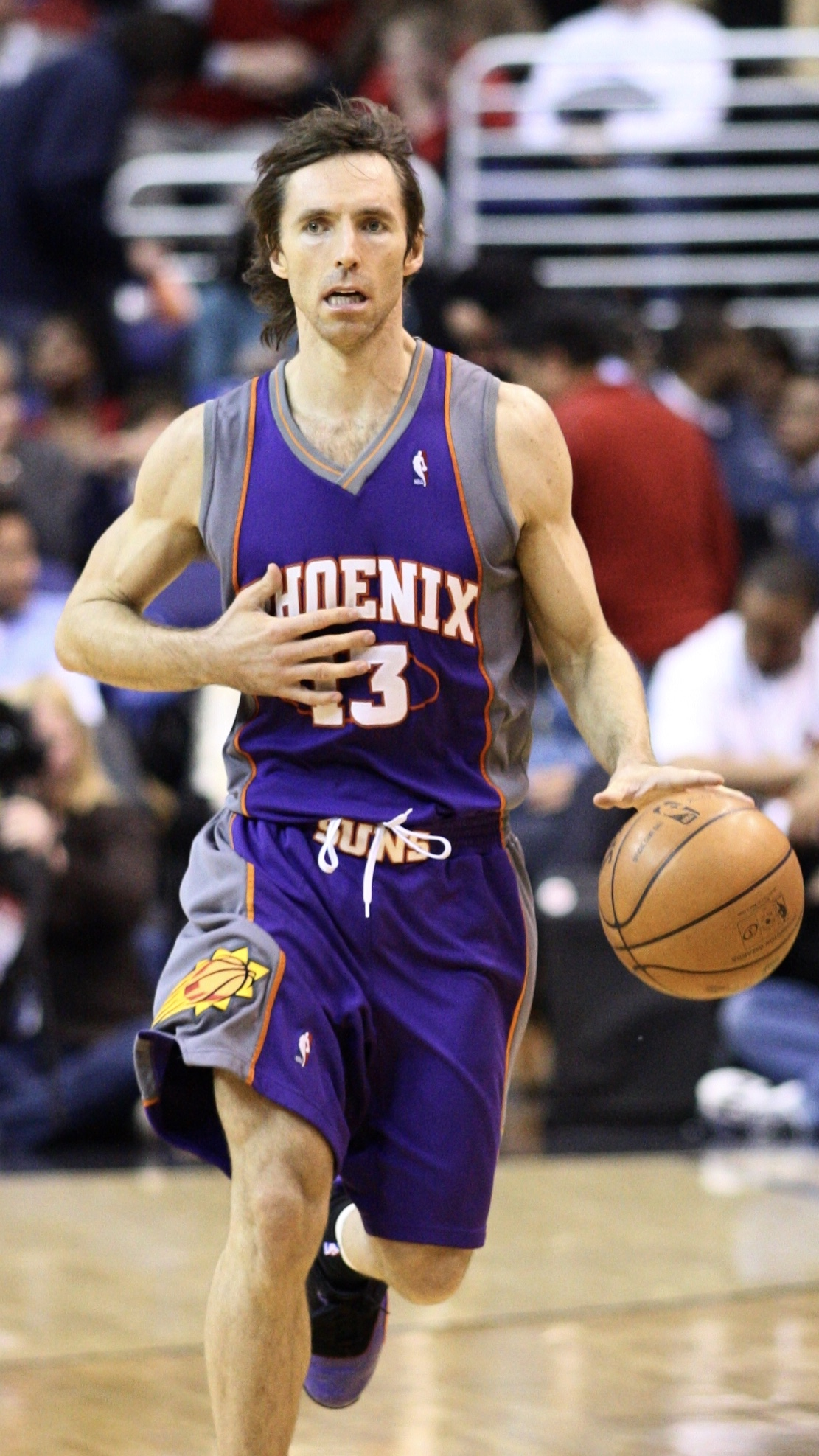
Steve Nash ganó el título desde 2005 a 2007 y desde 2010 a 2011.

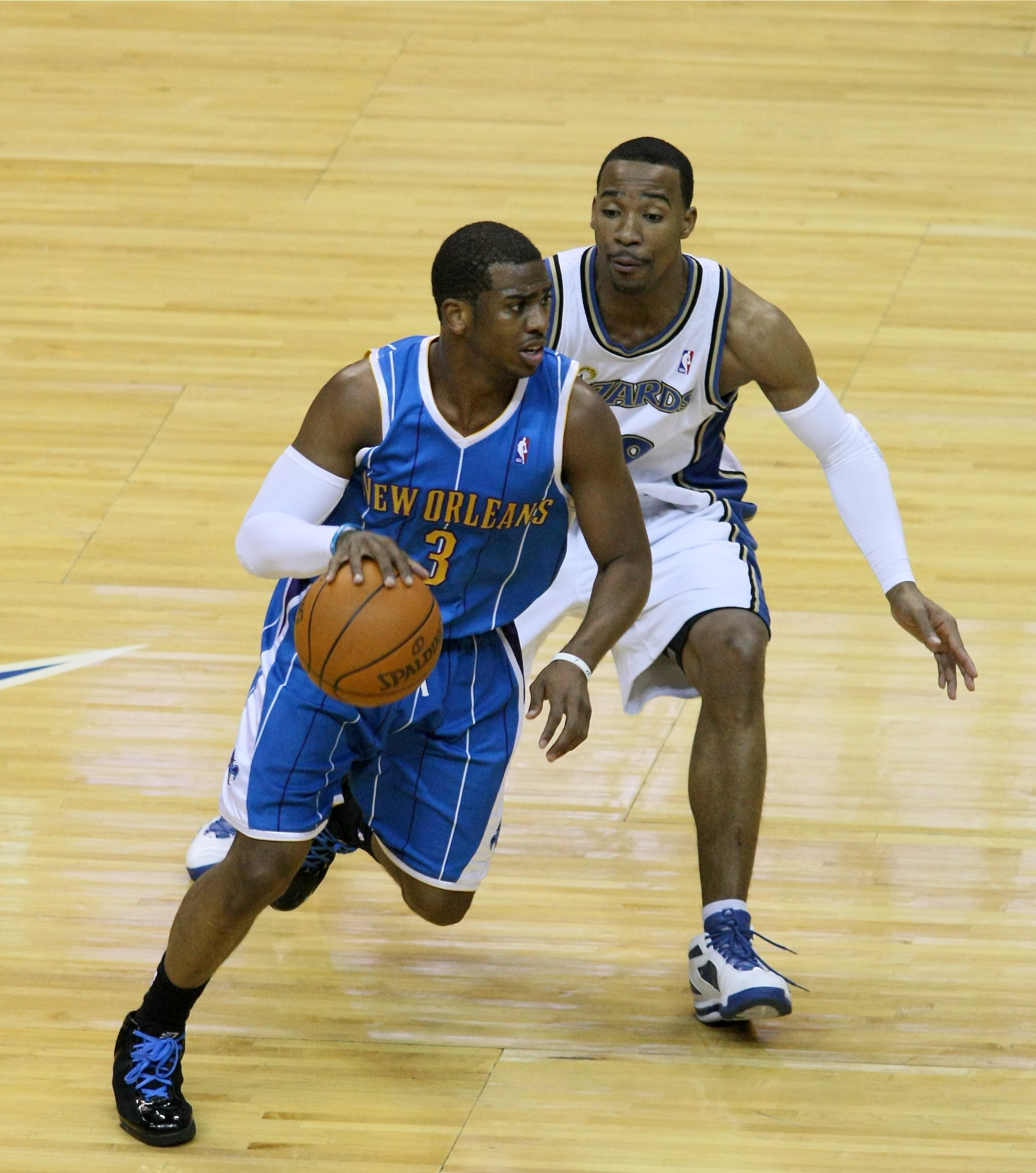
Chris Paul ganó el título en 2008, 2009, 2014, 2015 y 2022.

| Temporada | Jugador                | Pos. | Equipo                          | Partidos jugados | Asistencias totales | Asistencias por partidos | Referencias   |
| --------- | ---------------------- | ---- | ------------------------------- | ---------------- | ------------------- | ------------------------ | ------------- |
| 1946-47   | Ernie Calverley        | B    | Providence Steamrollers         | 59               | 202                 | 3.42                     | [ 5 ]         |
| 1947-48   | Howie Dallmar          | A    | Philadelphia Warriors           | 48               | 120                 | 2.50                     | [ 6 ]         |
| 1948-49   | Bob Davies             | B/E  | Rochester Royals                | 60               | 321                 | 5.35                     | [ 7 ]         |
| 1949-50   | Dick McGuire           | B    | New York Knicks                 | 68               | 386                 | 5.68                     | [ 8 ]         |
| 1950-51   | Andy Phillip           | B/E  | Philadelphia Warriors           | 66               | 414                 | 6.27                     | [ 9 ]         |
| 1951-52   | Andy Phillip (2)       | B/E  | Philadelphia Warriors           | 66               | 539                 | 8.17                     | [ 9 ]         |
| 1952-53   | Bob Cousy              | B    | Boston Celtics                  | 71               | 547                 | 7.70                     | [ 10 ]        |
| 1953-54   | Bob Cousy (2)          | B    | Boston Celtics                  | 72               | 518                 | 7.19                     | [ 10 ]        |
| 1954-55   | Bob Cousy (3)          | B    | Boston Celtics                  | 71               | 557                 | 7.85                     | [ 10 ]        |
| 1955-56   | Bob Cousy (4)          | B    | Boston Celtics                  | 72               | 642                 | 8.92                     | [ 10 ]        |
| 1956-57   | Bob Cousy (5)          | B    | Boston Celtics                  | 64               | 478                 | 7.47                     | [ 10 ]        |
| 1957-58   | Bob Cousy (6)          | B    | Boston Celtics                  | 65               | 463                 | 7.12                     | [ 10 ]        |
| 1958-59   | Bob Cousy (7)          | B    | Boston Celtics                  | 65               | 557                 | 8.57                     | [ 10 ]        |
| 1959-60   | Bob Cousy (8)          | B    | Boston Celtics                  | 75               | 715                 | 9.53                     | [ 10 ]        |
| 1960-61   | Oscar Robertson        | B/E  | Cincinnati Royals               | 71               | 690                 | 9.72                     | [ 11 ]        |
| 1961-62   | Oscar Robertson (2)    | B/E  | Cincinnati Royals               | 79               | 899                 | 11.38                    | [ 11 ]        |
| 1962-63   | Guy Rodgers            | B    | San Francisco Warriors          | 79               | 825                 | 10.44                    | [ 12 ]        |
| 1963-64   | Oscar Robertson (3)    | B/E  | Cincinnati Royals               | 79               | 868                 | 10.99                    | [ 11 ]        |
| 1964-65   | Oscar Robertson (4)    | B/E  | Cincinnati Royals               | 75               | 861                 | 11.48                    | [ 11 ]        |
| 1965-66   | Oscar Robertson (5)    | B/E  | Cincinnati Royals               | 76               | 847                 | 11.14                    | [ 11 ]        |
| 1966-67   | Guy Rodgers (2)        | B    | Chicago Bulls                   | 81               | 908                 | 11.21                    | [ 12 ]        |
| 1967-68   | Wilt Chamberlain       | P    | Philadelphia 76ers              | 82               | 702                 | 8.56                     | [ 13 ]        |
| 1968-69   | Oscar Robertson (6)    | B/E  | Cincinnati Royals               | 79               | 772                 | 9.77                     | [ 11 ]        |
| 1969-70   | Lenny Wilkens          | B    | Seattle SuperSonics             | 75               | 683                 | 9.11                     | [ 14 ]        |
| 1970-71   | Norm Van Lier          | B    | Cincinnati Royals               | 82               | 832                 | 10.15                    | [ 15 ]        |
| 1971-72   | Jerry West             | B/E  | Los Angeles Lakers              | 77               | 747                 | 9.70                     | [ 16 ]        |
| 1972-73   | Nate "Tiny" Archibald  | B    | Kansas City-Omaha Kings         | 80               | 910                 | 11.38                    | [ 17 ]        |
| 1973-74   | Ernie DiGregorio       | B    | Buffalo Braves                  | 81               | 663                 | 8.19                     | [ 18 ]        |
| 1974-75   | Kevin Porter           | B    | Washington Bullets              | 81               | 650                 | 8.02                     | [ 19 ]        |
| 1975-76   | Don "Slick" Watts      | B    | Seattle SuperSonics             | 82               | 661                 | 8.06                     | [ 20 ]        |
| 1976-77   | Don Buse               | B    | Indiana Pacers                  | 81               | 685                 | 8.46                     | [ 21 ]        |
| 1977-78   | Kevin Porter (2)       | B    | Detroit Pistons New Jersey Nets | 82               | 837                 | 10.21                    | [ 22 ]        |
| 1978-79   | Kevin Porter (3)       | B    | Detroit Pistons                 | 82               | 1,099               | 13.40                    | [ 23 ]        |
| 1979-80   | Micheal Ray Richardson | B/E  | New York Knicks                 | 82               | 835                 | 10.15                    | [ 24 ]        |
| 1980-81   | Kevin Porter (4)       | B    | Washington Bullets              | 81               | 734                 | 9.06                     | [ 25 ]        |
| 1981-82   | Johnny Moore           | B    | San Antonio Spurs               | 79               | 762                 | 9.65                     | [ 26 ]        |
| 1982-83   | Magic Johnson          | B/E  | Los Angeles Lakers              | 79               | 829                 | 10.49                    | [ 27 ]        |
| 1983-84   | Magic Johnson (2)      | B/E  | Los Angeles Lakers              | 67               | 875                 | 13.06                    | [ 28 ]        |
| 1984-85   | Isiah Thomas           | B    | Detroit Pistons                 | 81               | 1,123               | 13.86                    | [ 29 ]        |
| 1985-86   | Magic Johnson (3)      | B/E  | Los Angeles Lakers              | 72               | 907                 | 12.60                    | [ 30 ]        |
| 1986-87   | Magic Johnson (4)      | B/E  | Los Angeles Lakers              | 80               | 977                 | 12.21                    | [ 31 ]        |
| 1987-88   | John Stockton          | B    | Utah Jazz                       | 82               | 1,128               | 13.76                    | [ 32 ]        |
| 1988-89   | John Stockton (2)      | B    | Utah Jazz                       | 82               | 1,118               | 13.63                    | [ 33 ]        |
| 1989-90   | John Stockton (3)      | B    | Utah Jazz                       | 78               | 1,134               | 14.54                    | [ 34 ]        |
| 1990-91   | John Stockton (4)      | B    | Utah Jazz                       | 82               | 1,164               | 14.20                    | [ 35 ]        |
| 1991-92   | John Stockton (5)      | B    | Utah Jazz                       | 82               | 1,126               | 13.73                    | [ 36 ]        |
| 1992-93   | John Stockton (6)      | B    | Utah Jazz                       | 82               | 987                 | 12.04                    | [ 37 ]        |
| 1993-94   | John Stockton (7)      | B    | Utah Jazz                       | 82               | 1,031               | 12.57                    | [ 38 ]        |
| 1994-95   | John Stockton (8)      | B    | Utah Jazz                       | 82               | 1,011               | 12.33                    | [ 39 ]        |
| 1995-96   | John Stockton (9)      | B    | Utah Jazz                       | 82               | 916                 | 11.17                    | [ 40 ]        |
| 1996-97   | Mark Jackson           | B    | Denver Nuggets Indiana Pacers   | 82               | 935                 | 11.40                    | [ 41 ]        |
| 1997-98   | Rod Strickland         | B    | Washington Wizards              | 76               | 801                 | 10.54                    | [ 42 ]        |
| 1998-99   | Jason Kidd             | B    | Phoenix Suns                    | 50               | 539                 | 10.78                    | [ 43 ]        |
| 1999-00   | Jason Kidd (2)         | B    | Phoenix Suns                    | 67               | 678                 | 10.12                    | [ 44 ]        |
| 2000-01   | Jason Kidd (3)         | B    | Phoenix Suns                    | 77               | 753                 | 9.78                     | [ 45 ]        |
| 2001-02   | Andre Miller           | B    | Cleveland Cavaliers             | 81               | 882                 | 10.89                    | [ 46 ]        |
| 2002-03   | Jason Kidd (4)         | B    | New Jersey Nets                 | 80               | 711                 | 8.89                     | [ 47 ]        |
| 2003-04   | Jason Kidd (5)         | B    | New Jersey Nets                 | 67               | 618                 | 9.22                     | [ 48 ]        |
| 2004-05   | Steve Nash             | B    | Phoenix Suns                    | 75               | 861                 | 11.48                    | [ 49 ]        |
| 2005-06   | Steve Nash (2)         | B    | Phoenix Suns                    | 79               | 826                 | 10.46                    | [ 50 ]        |
| 2006-07   | Steve Nash (3)         | B    | Phoenix Suns                    | 76               | 884                 | 11.63                    | [ 51 ]        |
| 2007-08   | Chris Paul             | B    | New Orleans Hornets             | 80               | 925                 | 11.56                    | [ 52 ] [ 53 ] |
| 2008-09   | Chris Paul (2)         | B    | New Orleans Hornets             | 78               | 861                 | 11.04                    | [ 54 ]        |
| 2009-10   | Steve Nash (4)         | B    | Phoenix Suns                    | 81               | 892                 | 11.01                    | [ 55 ]        |
| 2010-11   | Steve Nash (5)         | B    | Phoenix Suns                    | 74               | 845                 | 11.42                    | [ 56 ]        |
| 2011-12   | Rajon Rondo            | B    | Boston Celtics                  | 53               | 620                 | 11.70                    | [ 57 ]        |
| 2012-13   | Rajon Rondo (2)        | B    | Boston Celtics                  | 38               | 420                 | 11.05                    | [ 58 ]        |
| 2013-14   | Chris Paul (3)         | B    | Los Angeles Clippers            | 62               | 663                 | 10.69                    | [ 59 ]        |
| 2014-15   | Chris Paul (4)         | B    | Los Angeles Clippers            | 82               | 838                 | 10.22                    | [ 60 ]        |
| 2015-16   | Rajon Rondo (3)        | B    | Sacramento Kings                | 72               | 839                 | 11.65                    | [ 61 ]        |
| 2016-17   | James Harden           | B    | Houston Rockets                 | 81               | 907                 | 11.20                    | [ 62 ]        |
| 2017-18   | Russell Westbrook      | B    | Oklahoma City Thunder           | 80               | 820                 | 10.25                    | [ 63 ]        |
| 2018-19   | Russell Westbrook (2)  | B    | Oklahoma City Thunder           | 73               | 784                 | 10.74                    | [ 63 ]        |
| 2019-20   | LeBron James           | A    | Los Angeles Lakers              | 67               | 684                 | 10.21                    | [ 64 ]        |
| 2020-21   | Russell Westbrook (3)  | B    | Washington Wizards              | 65               | 768                 | 11.82                    | [ 63 ]        |
| 2021-22   | Chris Paul (5)         | B    | Phoenix Suns                    | 65               | 702                 | 10.80                    | [ 53 ]        |
| 2022-23   | James Harden (2)       | B    | Philadelphia 76ers              | 58               | 618                 | 10.66                    | [ 62 ]        |
| 2023-24   | Tyrese Haliburton      | B    | Indiana Pacers                  | 69               | 752                 | 10.90                    | [ 66 ]        |
| 2024-25   | Trae Young             | B    | Atlanta Hawks                   | 76               | 880                 | 11.58                    | [ 67 ]        |

## Los más galardonados
| Veces | Jugador           |
| ----- | ----------------- |
| 9     | John Stockton     |
| 8     | Bob Cousy         |
| 6     | Oscar Robertson   |
| 5     | Jason Kidd        |
| 5     | Steve Nash        |
| 5     | Chris Paul        |
| 4     | Kevin Porter      |
| 4     | Magic Johnson     |
| 3     | Rajon Rondo       |
| 3     | Russell Westbrook |
| 2     | Andy Phillip      |
| 2     | Ernie Calverley   |
| 2     | Guy Rodgers       |
| 2     | James Harden      |

* En negrita, los jugadores en activo.